# Муса II (манса)
Муса II — манса малийской империи с 1374 по 1387 год.

## Приход к власти
Муса II пришёл на смену своему отцу, Мари Диате II.

## Правление
Новый правитель запомнился как слабый, во время гражданской войны в Империи Мали, он бежал из страны, оставив принцу Мари Диате подавлять восстания, с чем последний справился и смог восстановить страну после войны, однако в одной провинции восстание не было подавлено - в Сонгае. Несмотря на это Муса II вёл войну с султаном Борну, в период его правление город Такедда перестал платить дань Империи Мали.

## Смерть
Муса II был убит в ходе переворота, в 1387 году ему на смену пришёл его брат Маган II.